# Шулятин, Герман Владимирович
Ге́рман Влади́мирович Шуля́тин (17 мая 1906, Севастополь — 12 февраля 1973, Ленинград) — советский оператор и режиссёр документального и научно-популярного кино, фронтовой кинооператор в годы Великой Отечественной войны. Заслуженный деятель искусств Латвийской ССР (1955), лауреат Сталинской премии второй степени (1951).

## Биография
Родился в Севастополе в семье рабочего. В 1932—1935 годах учился в Государственном институте кинематографии (Высший государственный институт кинематографии — с 1934 года). С 1930 года работал ассистентом оператора, с 1931 года — оператором сектора хроники кинофабрики «Союзкино». С 1932 года — на Ленинградской студии кинохроники.
С августа 1941 года — оператор фронтовой киногруппы Ленинградского фронта, имел ранение, находился на излечении в госпитале. 
С 1945 года — директор Рижской киностудии хроникальных и документальных фильмов, с 1947 года — оператор, с 1949 года — режиссёр документальных фильмов. Автор множества сюжетов для кинопериодики: «Ленинградский киножурнал», «Пионерия», «Социалистическая деревня», «Союзкиножурнал», «Советская Латвия».
Член ВКП(б) с 1929 года, член Союза кинематографистов СССР с 1957 года.
Скончался 12 февраля 1973 года в Ленинграде.

### Семья
Отец — Владимир Шулятин (? — 1916), кустарь-одиночка, занимался извозом; мать была домохозяйкой, в семье также были сестра и старший брат (работал пекарем).

## Фильмография
Оператор
- 1933 — Дела путейские
- 1933 — Мастера земли
- 1933 — Работать без потерь
- 1933 — Товарищ прокурор (совместно с В. Соловьевым)
- 1936 — X-й съезд ВЛКСМ (спецвыпуск; в соавторстве)
- 1939 — Наш депутат (совместно с Е. Учителем)
- 1940 — В Советской Латвии (совместно с Я. Марченко, М. Беровым, Г. Голубовым, Г. Донцом)
- 1940 — В Советской Эстонии (совместно с Г. Донцом, Е. Учителем)
- 1940 — Линия Маннергейма (в соавторстве)
- 1941 — Ордена Ленина семидесятая (совместно с Ф. Овсянниковым)
- 1942 — Ленинград в борьбе (в соавторстве)
- 1948 — Праздник песни Советской Латвии (в соавторстве)
- 1949 — Верный путь
- 1950 — Советская Латвия (совместно с В. Массом, Ш. Гегелашвили, М. Посельским, Б. Шером)
- 1959 — Подвиг Ленинграда (в соавторстве)

Режиссёр
- 1949 — Верный путь
- 1951 — В рыбацком колхозе
- 1951 — Риге 750 лет
- 1952 — Одна из многих
- 1954 — Колхоз «Саркайнас Октобрис»
- 1954 — Сельское хозяйство Латвии
- 1955 — Праздник песни
- 1956 — Визит дружбы
- 1956 — Морские ворота
- 1957 — Солнечный берег
- 1958 — Беспокойные сердца
- 1959 — За Советскую власть в Латвии
- 1960 — Рассказ о цветах
- 1963 — Оборотни
- 1964 — Латышские стрелки
- 1965 — Пётр Стучка
- 1966 — Ян Фабрициус
- 1967 — Командарм Яков Алкснис
- 1968 — Когда стрелки вставали в бой

## Награды и звания
- нагрудный значок «XX лет кино СССР» (1940)[6];
- медаль «За оборону Ленинграда» (1943)[3];
- орден Красной Звезды (14 апреля 1944)[7];
- медаль «За победу над Германией в Великой Отечественной войне 1941—1945 гг.» (4 августа 1945)[3];
- медаль «За доблестный труд в Великой Отечественной войне 1941—1945 гг.» (1945)[3];
- Сталинская премия второй степени (1951) — за фильм «Советская Латвия» (1950)[3];
- Государственная премия Латвийской ССР (1965) — за фильм «Оборотни» (1963)[3];
- заслуженный деятель искусств Латвийской ССР (1955);
- народный артист Латвийской ССР[3];
- медали СССР[3].